# Hugo Gutiérrez
Hugo Humberto Gutiérrez Gálvez (Iquique, 5 de octubre de 1961) es un abogado y político chileno, militante del Partido Comunista (PC). En noviembre de 2009, fue elegido diputado por el distrito electoral N.º 2, correspondiente a las comunas de Alto Hospicio, Camiña, Colchane, Huara, Iquique, Pica y Pozo Almonte, por el periodo 2010-2014, resultando reelecto en 2013, para el siguiente periodo (2014-2018). En noviembre de 2017, fue nuevamente reelecto como diputado de la República, por el mismo distrito reestructurado, para el periodo legislativo 2018-2022. No logró finalizarlo, luego de renunciar al cargo en enero de 2021 para postularse como constituyente en las elecciones de abril de ese año.
Es conocido por su desempeño como abogado de las víctimas de varios casos de violación a los derechos humanos acontecidos durante la dictadura militar de Augusto Pinochet.

## Biografía

### Familia y estudios
Nació en el 5 de octubre de 1961, en Iquique. Es hijo de Hugo Gutiérrez Lara —quien fue Suboficial de Ejército e hizo su carrera en el área militar desempeñándose en el área de Inteligencia— y Margarita Luisa Gálvez Díaz.
Realizó la enseñanza primaria en la Escuela Básica N.° 3 de Iquique. Cursó la educación media en el Liceo de Hombres de Iquique, egresando en 1979. Realizó el servicio militar obligatorio entre 1980 y 1981 en el Regimiento de Infantería N.° 2 Carampangue, con guarnición en Baquedano, Iquique, donde obtuvo el grado de sargento segundo.
Estudió Derecho en la Universidad de Concepción, y en 1988 se estableció en Santiago de Chile. Se tituló de abogado el 8 de enero de 1990. Posee un postgrado en Derecho tributario.
Es padre de seis hijos: Paloma, Ramiro, Alondra, Valeria, Manuela y Pedro.

### Carrera profesional
Desde la década de 1990 ha sido abogado querellante en varias causas de violación a los Derechos Humanos cometidos en Chile durante la dictadura militar de Augusto Pinochet (1973-1990), siendo representante de familiares de detenidos desaparecidos, y de la Corporación de Promoción y Defensa de los Derechos del Pueblo (CODEPU), organización de la que forma parte desde 1989. Ha participado en los casos de la «Caravana de la Muerte» y en el desafuero a Augusto Pinochet.
Es integrante de la Asociación Americana de Juristas, y ha sido académico de la Universidad ARCIS.

## Carrera política
Se inició en política en la Universidad, donde formó parte de la juventud almeydista del Partido Socialista de Chile. Más tarde se integró como militante al Partido Comunista de Chile (PCCh). En 2004 fue elegido concejal por la comuna de Estación Central, desempeñándose en el cargo hasta 2008.
En las elecciones municipales de 2008 se presentó como candidato a alcalde por el PCCh para Estación Central, en donde figuraba como carta segura para obtener el cargo. Sin embargo, el hecho de que el Partido Demócrata Cristiano (PDC) no quisiera oficializar el pacto por omisión con el PCCh y designara como su candidato a Néstor Santander, permitió que el candidato de la UDI, Rodrigo Delgado, ganara la alcaldía con un 36% de los votos, frente a un 31% de Gutiérrez y a un 20% de Santander.
En 2009 fue elegido diputado por Iquique, en las elecciones del 17 de diciembre de ese año, beneficiado por el pacto por omisión que realizó la Concertación con Juntos Podemos. Ello le permitió ser uno de los tres primeros diputados comunistas (junto con Lautaro Carmona y Guillermo Teillier) tras 37 años de ausencia de ese partido político en el parlamento. Asumió el 11 de marzo de 2010.
A inicios de 2021, y luego de dos reelecciones en el cargo, decidió poner fin a su labor parlamentaria para asumir una candidatura para las elecciones de convencionales constituyentes. Dejó la Cámara el 11 de enero de 2021, siendo reemplazado por el también militante comunista Rubén Moraga, quien se desempeñó como gobernador de la Provincia del Tamarugal.

## Controversias

### Suceso en sesión parlamentaria
Durante un debate en la Cámara de Diputados en 2013 sobre la ley para establecer el “Día del que está por nacer y la adopción”, el diputado se quedó dormido en plena sesión parlamentaria.
El parlamentario justificó que debido a su agenda, no contaba con las horas de sueños suficientes, lo que provocó que se quedara dormido.Sin embargo, el hecho causó rápidamente controversia en redes sociales, donde manifestaron su rechazo a tal suceso, mas por el hecho del sueldo que ganan.

### Dibujos controversiales publicados en Twitter
El 27 de diciembre de 2019 el diputado Gutiérrez publicó en su cuenta personal de Twitter unos dibujos hechos por menores de edad, en los cuales aparece él dibujado disparándole al presidente Sebastián Piñera con un arma de fuego, en otro dibujo se lee la leyenda "que muera Piñera y no mi amiga" y en otro aparece el símbolo de la hoz y el martillo, este hecho causó indignación ciudadana y una condena generalizada por parte de la clase política así como de la defensoría de la niñez, quien acusó al diputado de "utilizar políticamente" a menores de edad para fomentar el odio. El 21 de enero de 2020 fue acogido a trámite un recurso de destitución debido a una denuncia en el Tribunal Constitucional de Chile por diputados oficialistas que acusaban a Gutiérrez de incitar al odio y alterar el orden público debido a los dibujos publicados en su cuenta de Twitter. El 4 de septiembre del mismo año el tribunal, por siete votos contra uno, rechazó la solicitud de destitución.

### Oposición al control de COVID-19
El 9 de agosto de 2020 se publicó un video en el que aparece Gutiérrez respondiendo a un miembro de Armada de Chile, quien ejercía funciones de control durante la pandemia del Covid 19: “A mí no me pueden controlar, yo soy más autoridad que usted (...) Yo lo controlo a usted." El video se hizo viral y fue republicado por varias estaciones televisivas generando indignación ciudadana, por un evidente abuso de poder.

### Negación de ingreso al Perú
El 20 de febrero de 2023, el gobierno de la presidenta Dina Boluarte le niega el ingreso al país al exdiputado Hugo Gutiérrez por considerarlo "un peligro para la seguridad nacional y el orden público", acusándolo de ser un agitador e instigar a las manifestaciones en dicho país, esto a raíz de publicaciones de Gutiérrez en favor del destituido expresidente Pedro Castillo, llamando cerrar el congreso peruano y mostrarse a favor de las Protestas en Perú de diciembre de 2022 que exigían la renuncia de Boluarte, el ex parlamentario acusó una supuesta censura a su trabajo para ocultar "masacres". Hasta el momento ni la Cancillería peruana ni la Cancillería chilena no ha pronunciado al respecto.

## Historial electoral

### Elecciones Municipales de 2004
- Elecciones municipales de 2004, para la concejal de Estación Central[21]

### Elecciones Municipales de 2008
- Elecciones municipales de 2008, para la alcaldía de Estación Central[22]

### Elecciones parlamentarias de 2009
- Elecciones parlamentarias de 2009 a Diputado por el distrito 2 (Alto Hospicio, Camiña, Colchane, Huara, Iquique, Pica y Pozo Almonte)[23]

### Elecciones parlamentarias de 2013
Elecciones parlamentarias de 2013 a Diputado por el distrito 2 (Alto Hospicio, Camiña, Colchane, Huara, Iquique, Pica y Pozo Almonte) 

### Elecciones parlamentarias de 2017
- Elecciones parlamentarias de 2017 a Diputado por el distrito 2 (Alto Hospicio, Camiña, Colchane, Huara, Iquique, Pica y Pozo Almonte)[25]

### Elecciones de convencionales constituyentes de 2021
- Elecciones de convencionales constituyentes de 2021, para convencional constituyente por el distrito 2, compuesto por las comunas de Alto Hospicio, Camiña, Colchane, Huara, Iquique, Pica y Pozo Almonte.[26]